# Елдерейдо-Спрінгс (Колорадо)
Елдерейдо-Спрінгс (англ. Eldorado Springs) — переписна місцевість (CDP) в США, в окрузі Боулдер штату Колорадо. Населення — 559 осіб (2020).

## Географія
Елдерейдо-Спрінгс розташоване за координатами 39°56′21″ пн. ш. 105°14′57″ зх. д. / 39.93917° пн. ш. 105.24917° зх. д. (39.939266, -105.249081).  За даними Бюро перепису населення США в 2010 році переписна місцевість мала площу 6,69 км², з яких 6,69 км² — суходіл та 0,00 км² — водойми.

### Клімат
| Клімат : Елдерейдо-Спрінгс | Клімат : Елдерейдо-Спрінгс | Клімат : Елдерейдо-Спрінгс | Клімат : Елдерейдо-Спрінгс | Клімат : Елдерейдо-Спрінгс | Клімат : Елдерейдо-Спрінгс | Клімат : Елдерейдо-Спрінгс | Клімат : Елдерейдо-Спрінгс | Клімат : Елдерейдо-Спрінгс | Клімат : Елдерейдо-Спрінгс | Клімат : Елдерейдо-Спрінгс | Клімат : Елдерейдо-Спрінгс | Клімат : Елдерейдо-Спрінгс | Клімат : Елдерейдо-Спрінгс |
| Показник                   | Січ.                       | Лют.                       | Бер.                       | Квіт.                      | Трав.                      | Черв.                      | Лип.                       | Серп.                      | Вер.                       | Жовт.                      | Лист.                      | Груд.                      | Рік                        |
| Середній максимум, °C      | 7,8                        | 9,4                        | 13,3                       | 17,2                       | 22,2                       | 27,2                       | 30,0                       | 29,4                       | 25,0                       | 18,3                       | 12,2                       | 7,8                        | 18,3                       |
| Середній мінімум, °C       | −5,6                       | −5                         | −1,7                       | 2,2                        | 6,7                        | 10,6                       | 13,3                       | 12,8                       | 8,3                        | 3,3                        | −2,2                       | −5,6                       | 3,1                        |
| -------------------------- | -------------------------- | -------------------------- | -------------------------- | -------------------------- | -------------------------- | -------------------------- | -------------------------- | -------------------------- | -------------------------- | -------------------------- | -------------------------- | -------------------------- | -------------------------- |
| Джерело: Accuweather       |                            |                            |                            |                            |                            |                            |                            |                            |                            |                            |                            |                            |                            |

## Демографія
Згідно з переписом 2010 року, у переписній місцевості мешкало 585 осіб у 271 домогосподарстві у складі 143 родин. Густота населення становила 87 осіб/км².  Було 295 помешкань (44/км²).
Расовий склад населення:
| - 92,5 % — білих - 1,9 % — азіатів - 0,9 % — корінних американців - 0,3 % — чорних або афроамериканців - 0,2 % — вихідців з тихоокеанських островів - 1,2 % — осіб інших рас |

До двох чи більше рас належало 3,1 %. Частка іспаномовних становила 4,1 % від усіх жителів.
За віковим діапазоном населення розподілялося таким чином: 17,6 % — особи молодші 18 років, 69,9 % — особи у віці 18—64 років, 12,5 % — особи у віці 65 років та старші. Медіана віку мешканця становила 47,5 року. На 100 осіб жіночої статі у переписній місцевості припадало 115,1 чоловіків;  на 100 жінок у віці від 18 років та старших — 108,7 чоловіків також старших 18 років.
Середній дохід на одне домашнє господарство  становив 109 479 доларів США (медіана — 119 115), а середній дохід на одну сім'ю — 131 619 доларів (медіана — 126 467). За межею бідності перебувало 4,7 % осіб, у тому числі 0,0 % дітей у віці до 18 років та 9,9 % осіб у віці 65 років та старших.
Цивільне працевлаштоване населення становило 430 осіб. Основні галузі зайнятості: науковці, спеціалісти, менеджери — 36,3 %, освіта, охорона здоров'я та соціальна допомога — 27,7 %, транспорт — 6,7 %, виробництво — 3,3 %.